# Guido Beck
Guido Beck (Reichenberg, (Agora: Liberec), 29 de agosto de 1903 — Rio de Janeiro, 21 de outubro de 1988) foi um físico nascido no Império Austro-Húngaro. Estudou física em Viena, onde doutorou-se em 1925, orientado por Hans Thirring. Trabalhou em Leipzig de 1929 a 1932 como assistente de  Werner Heisenberg.
Em 1935 foi convidado para trabalhar na Universidade de Odessa, na União Soviética e dois anos depois mudou-se para a França. Em 1941 foi para Portugal e em 1943 emigrou para a Argentina para trabalhar no Observatório de Córdoba. No ano seguinte foi um dos fundadores da Associação Argentina de Física. Em 1951 mudou-se para o Brasil, onde trabalhou no Centro Brasileiro de Pesquisas Físicas e depois na Universidade de São Paulo. Voltou em 1962 para a Argentina e retornou ao Brasil em 1975, onde residiu até sua morte aos 85 anos de idade, em 1988, no Rio de Janeiro.